# Babakuli Annakow
Babakuli Annakow (ur. 29 maja 1972) – turkmeński szachista i trener szachowy, reprezentant Stanów Zjednoczonych od 2005, arcymistrz od 1997 roku.

## Kariera szachowa
W turniejach międzynarodowych zaczął startować po rozpadzie Związku Radzieckiego. W 1992 roku zdobył srebrny medal w indywidualnych mistrzostwach Turkmenistanu i uczestniczył w mistrzostwach świata juniorów do 20 lat w Buenos Aires. W 1993 roku podzielił II m. (za Witalijem Hołodem, wspólnie z m.in. Aleksiejem Biezgodowem i Walerijem Jandiemirowem) w kołowym turnieju w Ufie. W 1996 roku dwukrotnie podzielił I m. w turniejach rozegranych w Moskwie, natomiast w 1997 roku zwyciężył (wspólnie z Jewginijem Worobiowem) w kolejnym turnieju rozegranym w tym mieście. Sukcesy te spowodowały rzadko spotykany awans do pierwszej setki światowej listy FIDE z 2380 (01.07.1997) na 2585 (01.01.1998, 98. miejsce na świecie), a w kolejnym notowaniu na 2600 punktów (01.07.1998, 78. miejsce na świecie). W 2000 roku zwyciężył w otwartym turnieju Foxwoods Open w Mashantucket. W kolejnych latach nie odnosił już znaczących sukcesów międzynarodowych (z wyjątkiem dz. I m. – wspólnie z m.in. Jaanem Ehlvestem, Ilją Smirinem i Aleksandrem Oniszczukiem – w turnieju World Open w Filadelfii w 2003 roku), co wraz ze spadkiem turniejowej aktywności przełożyło się na sukcesywny spadek jego punktacji rankingowej.
Reprezentował Turkmenistan w turniejach drużynowych, m.in.: dwukrotnie na olimpiadach szachowych (w latach 1992, 1994).